# グリコーゲン合成
グリコーゲン合成（グリコーゲンごうせい、英: glycogenesis）は、グリコーゲン鎖にグルコース分子が付加していく過程である。この過程は高血糖のときに放出されるインスリンによって活性化される。
グリコーゲンの合成と分解が別経路であることが分かったのはマッカードル病という遺伝的グリコーゲン貯蔵病があったからである。この遺伝病の患者はグリコーゲンホスホリラーゼの異常によってグリコーゲンを分解することができないが、グリコーゲン合成は正常に行われていた。こういうことから分解と合成が別経路であることが判明した。

## 反応工程
生理的リン酸濃度では、グルコース-1-リン酸(G1P)からグリコーゲンを合成するのは熱力学的に不可能である。この反応を可能にするのが、UTPからUDP-グルコースを合成する発エルゴン反応で、1957年にルイ・ルロワールが発見した。
グリコーゲン合成に関わる酵素は、グルコース-1-リン酸ウリジリルトランスフェラーゼ（UDPグルコースピロホスホリラーゼ）とグリコーゲンシンターゼ、グリコーゲン分枝酵素の3酵素である。

### グルコース-1-リン酸ウリジリルトランスフェラーゼ
グルコース-1-リン酸ウリジリルトランスフェラーゼは、UTPとG1PからUDP-グルコースを合成する酵素で、副産物に二リン酸を与える。二リン酸は無機ピロホスファターゼで即座に加水分解されて2分子のリン酸となる。UDP-グルコースが合成される過程のΔG は約0[kJ/mol]であるが、二リン酸の加水分解のΔG は-33.5[kJ/mol]であるため合計すると発エルゴン過程となる。

### グリコーゲンシンターゼ
グリコーゲンシンターゼはグリコーゲンを伸長する酵素で、UDP-グルコースのグリコシル基がUDPから外してオキソニウム中間体を作り、グリコーゲンの非還元末端グルコース残基のC4-OHがそれを求核攻撃してα(1→4)結合ができる。酵素反応のΔG は-13.4[kJ/mol]である。

### グリコーゲン分枝酵素
グリコーゲンを枝分かれにするのは、1,4-α-グルカン分枝酵素である。グルカン鎖が11残基以上になるとこの酵素は、その非還元末端から約7残基を切り取り、同じまたは別のグルカン鎖のC6-OHに移す。このとき、新しい枝は直前の枝から4残基以上離れた場所にできる。熱力学的には、α(1→4)結合の加水分解はΔG =-15.5[kJ/mol]、α(1→6)結合の加水分解はΔG =-7.1[kJ/mol]であり、α(1→4)結合を切ってα(1→6)結合をつなぐのは発エルゴン過程となる。